# 桶狭間村
桶狭間村（おけはざまむら）は、愛知県知多郡にあった村。現在の名古屋市緑区の一部にあたる。

## 地理
知多半島基部の丘陵地に位置していた。

## 歴史
- 1881年（明治14年）知多郡共和村から桶迫間村分が分立して桶狭間村となる[2]。
- 1889年（明治22年）10月1日、町村制の施行により、知多郡桶狭間村が単独で村制施行し桶狭間村が発足[1][2]。大字は編成せず[2]。
- 1892年（明治25年）9月13日、知多郡共和村に編入され廃止[1][2]。

### 地名の由来
古くは洞・洞迫間（クケバサマ・ホケバサマ）と称され、のちにホケがオケに転じた。ハザマは地形に由来する地名で、丘陵と谷底平野の交錯する当地の景観を示す。

## 産業
- 農業[2]